# 池園町 (名古屋市)
池園町（いけそのちょう）は、愛知県名古屋市千種区の地名。現行行政地名は池園町1丁目及び池園町2丁目。住居表示未実施地域。

## 地理
名古屋市千種区南部に位置する。東は四谷通、西は見附町、南は鏡池通に接する。

## 歴史

### 沿革
- 1945年（昭和20年）9月20日 - 千種区田代町の一部により同区池園町として成立[1]。

## 世帯数と人口
2019年（平成31年）1月1日現在の世帯数と人口は以下の通りである。
| 町丁   | 世帯数  | 人口  |
| ------ | ------- | ----- |
| 池園町 | 309世帯 | 700人 |

### 人口の変遷
国勢調査による人口の推移
| 1950年（昭和25年） | 178人 | [ 8 ]  |  |
| 1955年（昭和30年） | 227人 | [ 8 ]  |  |
| 1960年（昭和35年） | 364人 | [ 9 ]  |  |
| 1965年（昭和40年） | 478人 | [ 9 ]  |  |
| 1970年（昭和45年） | 528人 | [ 10 ] |  |
| 1975年（昭和50年） | 516人 | [ 10 ] |  |
| 1980年（昭和55年） | 559人 | [ 11 ] |  |
| 1985年（昭和60年） | 516人 | [ 11 ] |  |
| 1990年（平成2年）  | 531人 | [ 12 ] |  |
| 1995年（平成7年）  | 526人 | [ 13 ] |  |
| 2000年（平成12年） | 552人 | [ 14 ] |  |
| 2005年（平成17年） | 620人 | [ 15 ] |  |
| 2010年（平成22年） | 603人 | [ 16 ] |  |

## 学区
市立小・中学校に通う場合、学校等は以下の通りとなる。また、公立高等学校に通う場合、学区は以下の通りとなる。
| 番・番地等 | 小学校               | 中学校               | 高等学校 |
| ---------- | -------------------- | -------------------- | -------- |
| 全域       | 名古屋市立見付小学校 | 名古屋市立城山中学校 | 尾張学区 |

## 施設
- 日本山妙法寺大僧伽日本山妙法寺名古屋中僧伽[7]

## その他

### 日本郵便
- 郵便番号 : 464-0818[4]（集配局：千種郵便局[19]）。